# Вредители и болезни роз

Поражение роз болезнями и вредителями может значительно снижать их декоративность, а в отдельных случаях приводить к гибели.
Патогенная микофлора роз насчитывает около 270 видов. В условиях Москвы и Московской области отмечается около 49 видов насекомых-фитофагов, в том числе 32 листогрызущих, 13 сосущих, 2 минирующих и 2 галлообразующих. Наиболее вредоносными видами для всех групп и сортов являются розанный нисходящий пилильщик (Ardis brunniventris Htg.), розанная тля (Macrosiphum rosae L.) и обыкновенный паутинный клещ (Tetranychus urticae Koch.).
Работа селекционеров направлена на выведение сортов, устойчивых к грибным заболеваниям.

## Болезни

### Мучнистая роса

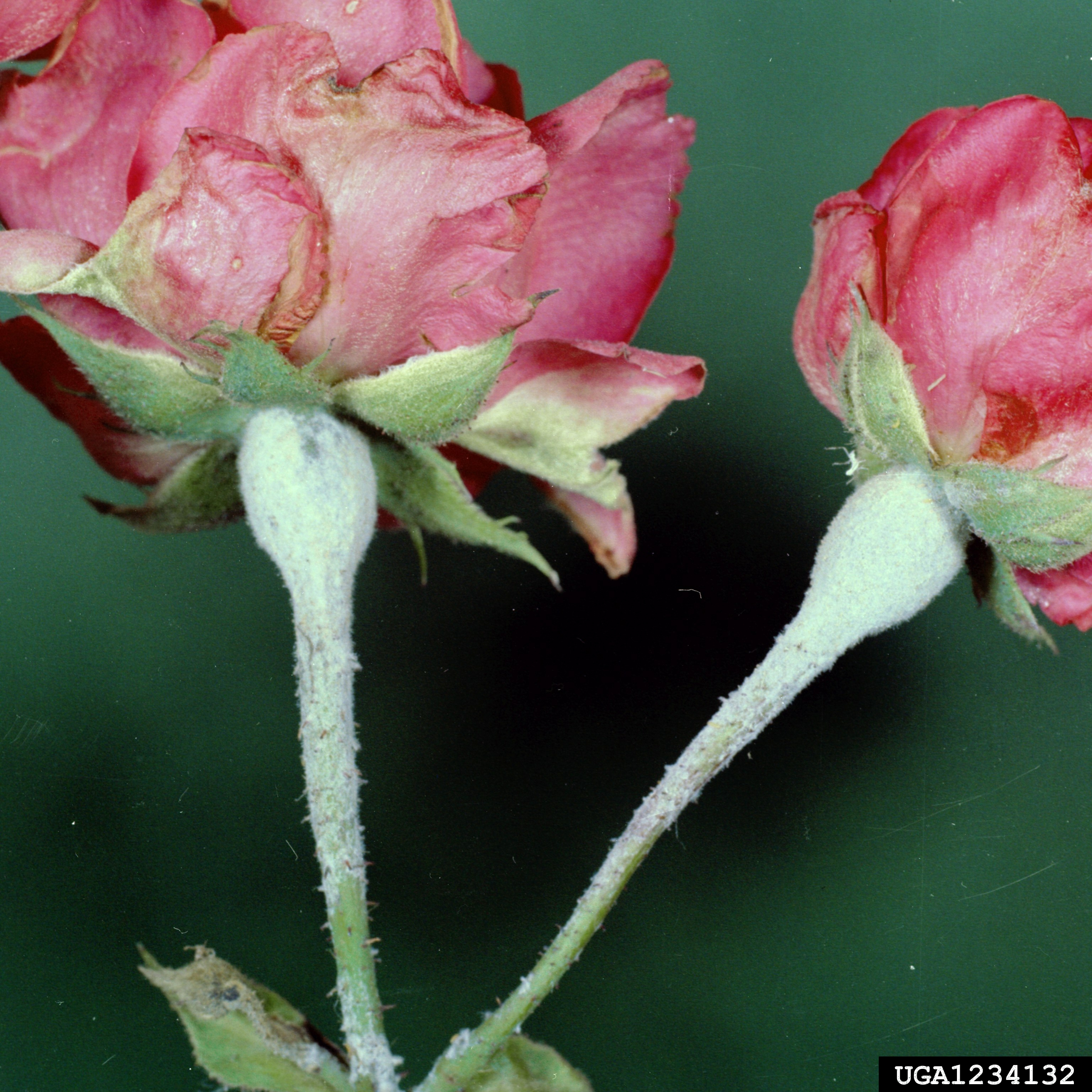
Мучнистая роса на бутонах розы

Возбудитель — Sphaerotheca pannosa Lew. var. rosae Voron. Симптомы: белый мучнистый налёт в виде постепенно расширяющихся пятен на листьях и стеблях с бутонами. Со временем налёт уплотняется и становится серым с многочисленными чёрными плодовыми телами зимующей стадии. Ассимиляционная поверхность листьев уменьшается, что приводит к истощению растений. При сильном поражении происходит скручивание, засыхание и опадение поражённых листьев, бутонов и цветков, искривление побегов и остановка их роста. Благоприятны для развития мучнистой росы года с дождливым летом.
Меры борьбы: сжигание всех растительных остатков и пораженных листьев и побегов. При появлении первых симптомов опрыскивание кустов одним из следующих препаратов: сера коллоидная, тиовит джет, эупарен мульти, раёк, фитоспорин-М, алирин, фундазол, топаз, кумулус, скор, байлетон, импакт.
Профилактика: опрыскивание отваром хвоща полевого или настоем крапивы.

### Ржавчина

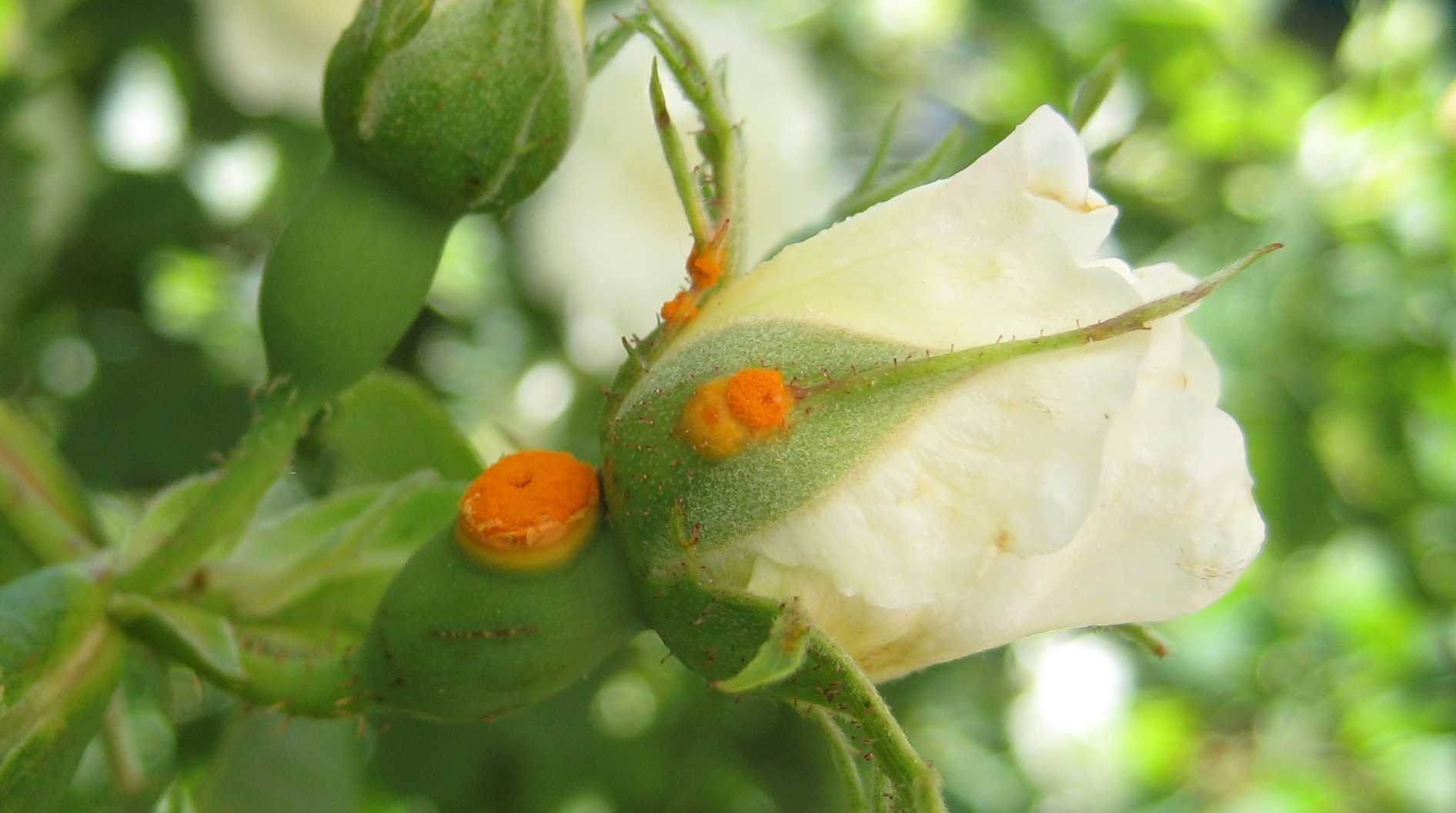
Ржавчина (Phragmidium spec.) на бутонах розы

Возбудитель — ржавчинный гриб Phragmidium disciflorum (Tode) Jaes. Грибы развиваются на надземных частях растений, питаются содержимым только живых клеток, распространяются спорами. У больных растений нарушаются обмен веществ, водный баланс, снижается энергия фотосинтеза.
Симптомы: поражаются стебли, молодые побеги и листья. У основания молодых зелёных побегов из трещин появляются желто-оранжевые бугорки (пикнидии) весенней стадии развития гриба. Со временем на месте трещин возникают неглубокие бурые язвы. На нижней стороне листьев образуются пятна без окаймления с оранжевыми пылящими пустулами, откуда выпадают споры гриба. В результате развития гриба листья желтеют и опадают, молодые побеги искривляются и усыхают. В июле наступает уредостадия, которая характеризуется возникновением на нижней стороне листьев мелких ржаво-бурых пустул. Желтые и красноватые пятна на верхней стороне листа, разрастаясь, покрывают всю его площадь. Побеги утолщаются, деформируются и растрескиваются. В конце лета — начале осени пустулы темнеют, развивается телейтостадия гриба; в этом виде гриб зимует в пораженных стеблях и плодах. Последние две стадии могут привести к уменьшению прироста, преждевременному засыханию листьев, ослаблению растений, а в тяжелых случаях — к гибели растений. Развитию болезни способствует высокая влажность, особенно в начальный период вегетации. Жаркая, сухая погода сдерживает развитие заболевания.

Меры борьбы: в качестве профилактики до отрастания листьев розы опрыскивают бордоской жидкостью (1 %), бургундской жидкостью, железным купоросом (3 %) или байлетоном (0,2 %), в случае необходимости повторяя опрыскивание через 10 дней. Поражённые грибом опавшие листья собирают и сжигают. Осенью и весной больные побеги обрезают и уничтожают, почву в розарии перекапывают. Также рекомендуется поочередная обработка препаратами, содержащими манкоцеб (Ридомил Голд, Профит) и пенконазол (Топаз), или фунгициды, содержащие действующие вещества тебуконазол и триадимефон (Байлетон, Фоликур, Фалькон).

### Некрозы коры
Болезнь древесных растений, вызываемая грибами, реже — бактериями. Характеризуется локальным отмиранием коры и камбия стволов и ветвей. Пораженные участки чаще продолговатой формы, разных размеров, разрастающиеся вдоль и по окружности стволов и ветвей. Нередко кора некротических участков отличается по цвету от здоровой. По мере развития болезни пораженные участки отделяются от здоровых валиками каллюса или трещинами. В случае грибного происхождения некрозов на коре появляются специфические образования: стромы, различные спороношения и плодовые тела возбудителей.

#### Обыкновенный, или европейский, рак розы

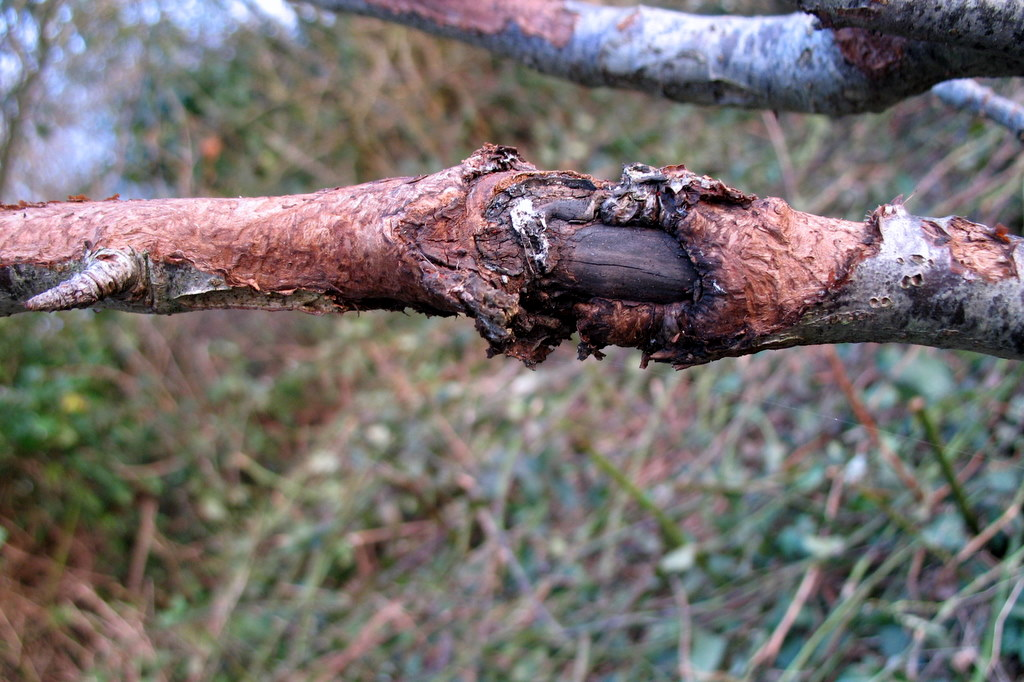
Обыкновенный, или европейский, рак.
Возбудитель — Nectria galligena

Возбудитель — гриб Nectria galligena (Bres.) Rossman & Samuels (syn. Nectria galligena).
Симптомы: в нижней части стеблей, в развилках и верхней части привитых штамбовых роз образуются удлинённые бурые пятна. Постепенно кора светлеет, засыхает, растрескивается вдоль некроза и открывается глубокая бурая язва с приподнятыми из-за наплыва каллюса краями. Язва углубляется, древесина стебля отмирает, и он засыхает. По краям язвы формируется спороношение гриба в виде беловато-кремовых подушечек, которые подсыхают и темнеют. Помимо роз, этому заболеванию подвержены дёрен, молодые яблони, клёны, бук, граб.
Меры борьбы: до распускания листьев опрыскивать кусты бордоской жидкостью, бургундской жидкостью, абига пик или их заменителями. Поражённые побеги удаляють и сжигать.

#### Диплодиозный некроз коры
Возбудитель — гриб Diplodia rosarum Fr.

Симптомы: некрозы в виде крупных тёмно-бурых сливающихся участков засохшей коры. Под корой нарастают многочисленные мелкие чёрные плодовые тела гриба, кора отмирает, и пораженные стебли засыхают. При сильном поражении на листьях появляются крупные бурые пятна неправильной формы, без окаймления, на которых формируются мелкие плодовые тела зимующей стадии гриба.
Меры борьбы: до распускания листьев кусты опрыскивать бордоской жидкостью, бургундской жидкостью, абига пик или их заменителями. Поражённые побеги удаляютт и сжигать.

#### Туберкуляриевый некроз коры, или нектриевый некроз
Возбудитель — гриб Tubercularia vulgaris Tode., конидиальная стадия Nectria cinnabarina (Tode.) Fr. Встречается на многих видах деревьев и кустарников, в том числе красной смородины. Развитие гриба вызывает отмирание коры и луба.
Симптомы: стебли и листья быстро буреют и засыхают, на пораженной коре образуются многочисленные подушечки спороношения, вначале розовато-красные, позже буреющие, диаметром до 2 мм. 
Меры борьбы: до распускания листьев кусты опрыскивать бордоской жидкостью или её заменителями. Поражённые побеги удалять и сжигають
.

#### Диапортовый рак стеблей
Возбудитель — гриб Diaporthe umbrina Jenk.
Симптомы: на коре образуются небольшие сливающиеся между собой пурпуровые пятна. Со временем они сереют, засыхают и превращаются в неглубокие бурые язвы, окруженные тонкой красновато-пурпурной каймой. На поверхности пораженной ткани формируется спороношение в виде мелких чёрных, концентрически расположенных мелких точек. Пораженные стебли засыхают. При сильном поражении на листьях также образуются многочисленные мелкие пятна неправильной формы, окружённые красновато-пурпурной каймой со спороношениями в виде концентрически расположенных точек.
Меры борьбы: до распускания листьев кусты опрыскивать бордоской жидкостью, абига пик или их заменителями. Поражённые побеги удалять и сжигать.

#### Цитоспороз, или усыхание ветвей
Возбудитель — гриб Cytospora rosarum Grev.
Симптомы: побурение и отмирание коры. На поражённых участках формируются многочисленные выпуклые стромы в виде серо-бурых бугорков. Поражённая кора не отслаивается, а мочалится. 
Меры борьбы: до распускания листьев кусты опрыскивать бордоской жидкостью, абига пик или их заменителями. Поражённые побеги удалятт и сжигать.

#### Усыхание ветвей
Возбудитель — гриб Botryosphaeria dothidea (Moug et Fr.) Ces. et De Notaris
Симптомы: ветви буреют и засыхают. На поражённых участках образуются подушковидные или приплюснуто-конусовидные многочисленные стромы; часто они располагаются тесными группами и сливаются. Плодовые тела однорядные, бурые, погружённые в строму. Усыхание ветвей могут вызывать и такие виды грибов, как Eutypa flavovirescens, Cucurbitaria occulta, Valsella rosae, Valsa ceratophara, Microdiplodia rosarum, Spaeropsis rosarum, Hendersonia canina и др. Во всех случаях на поражённых участках образуются стромы в виде бугорков различной формы и цвета. 
Меры борьбы: до распускания листьев кусты опрыскивать бордоской жидкостью, абига пик или их заменителями. Поражённые побеги удалять и сжигать.

### Серая гниль

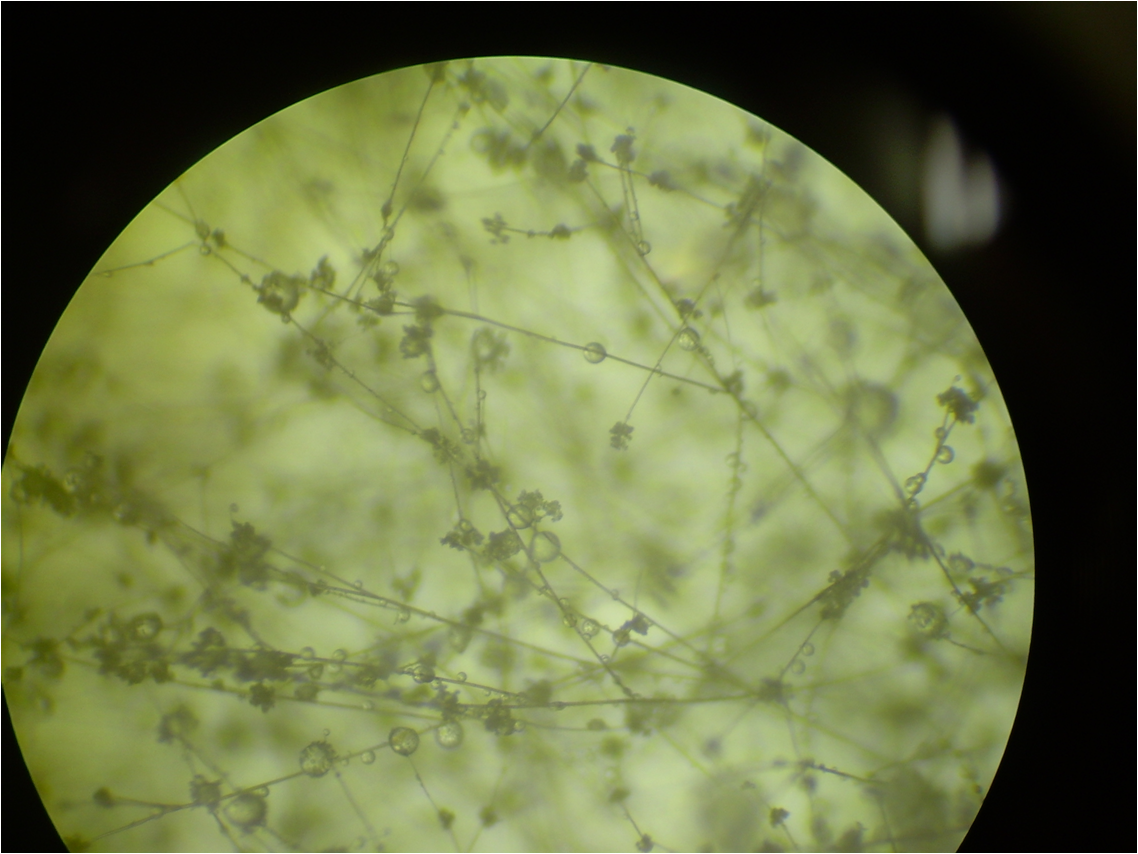
Возбудитель серой гнили гриб Botrytis cinerea. Увеличен 4.5X

### Корневые гнили

#### Трахеомикозное увядание розы
Возбудители — грибы Fusarium oxysporum Schl. (мицелий розовато-белый, плотный) и Verticillum dahliae Kleb. (мицелий сероватый, не плотный). Обитают в почве, сохраняются много лет на растительных остатках.
Симптомы: поражается корневая система, корни буреют и загнивают, грибница прорастает в сосуды корневой шейки и побегов, прекращается приток питательных веществ. Поникают верхушки молодых побегов, которые затем буреют и засыхают. У растений в начальной стадии вегетации буреют и засыхают почки. Болезнь часто приводит к гибели роз. Такое увядание отличается от неинфекционного характерным потемнением сосудов на поперечном срезе побега. Заболевание чаще встречается при выращивании роз на низких участках с застоем воды, на тяжёлых, плохо аэрируемых почвах и при недостатке солнечного света. 
Меры борьбы: своевременная выбраковка поражённых растений. При первых симптомах — пролив почвы раствором препарата фитомпорин-М, алирин-Б, гамаир. Профилактика: протравка корневой системы саженцев и черенков бактофитом, витаросом, максимом.

#### Белая склероциальная гниль розы
Возбудитель — гриб Sclerotinia sclerotiorum (Lib.) W. Phillips. Вызывает загнивание молодых отрастающих корешков. В результате поражения прекращается приток питательных веществ из почвы. 
Симптомы: растение приостанавливает рост, буреет и постепенно засыхает. Поражённые ткани корней и корневой шейки покрываются белым плотным ватообразным налётом, в котором со временем формируются крупные, неправильной формы склероции (чёрные, внутри светлые). На листьях могут появляться коричневые водянистые пятна, растения не цветут и как правило погибают в год заражения. Инфекция сохраняется склероциями в почве и на растительных остатках на протяжении многих лет и может поражать многие декоративные садовые растения.
Меры борьбы: своевременная выбраковка поражённых растений. При первых симптомах — пролив почвы раствором препарата фитоспорин-М, алирин-Б, гамаир. Профилактика: протравка корневой системы саженцев и черенков бактофитом, витаросом, максимом.

### Бактериальные заболевания

#### Бактериальный рак корней
Возбудитель — бактерия Agrobacterium tumefaciens (Sm. et Town.) Conn. (syn. Bacterium tumefaciens). 
Симптомы: на корнях, корневой шейке, а иногда на стеблях (особенно у корнесобственных роз) образуются неровные бугорчатые наросты различной величины. В начальной стадии они мягкие и светлые, постепенно темнеют и затвердевают, позже загнивают. Пораженные растения угнетаются, отстают в росте и при сильном развитии болезни погибают. Особенно опасна она для молодых растений. Бактерии остаются в почве в течение 3—4 лет. Болезнь может переноситься при пересадке роз на новые участки.
Меры борьбы: обрезка пораженных корней с последующей их дезинфекцией 1%-ным раствором медного купороса в течение 2—3 минут. При сильном поражении растения сжигают. В качестве профилактических мер в течение 3—4 лет воздерживаются от посадки роз на ранее занятых участках. Приобретённые растения с наростами в области корневой шейки рекомендуется выбраковывать.

#### Бактериальный рак стеблей
Возбудитель — бактерия Pseudomonas syringae Van Hall.
Симптомы: на коре молодых стеблей появляются округлые бурые вдавленные пятна без окаймления. Поражённая кора отмирает, под ней образуются глубокие бурые язвы. Поражённые стебли постепенно засыхают. На листьях больных растений образуются округлые, водянистые, почти чёрные пятна. В сухую погоду середина пятен высыхает, растрескивается и выпадает, образуя отверстия с тёмным окаймлением. При влажной погоде пятна сливаются, листья чернеют и опадают. Инфекция сохраняется в растительных остатках и древесине поражённых кустов. 
Меры борьбы: своевременная выбраковка и сжигание сильно поражённых растений. Обрезка единичных засохших стеблей, зачистка и дезинфекция 5 % раствором медного купороса, замазывание язв и срезов масляной краской на основе олифы. 
Профилактика: опрыскивание кустов до распускания листьев 1%-ной бордской смесью или её заменителями, при необходимости повторная обработка перед зимним укрытием.

### Вирусные инфекции

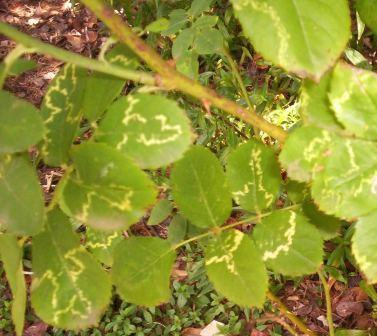
Повреждение листьев вирусом

Розы поражают многие вирусы: вирус полосатости розы (Rose streak virus), вирус увядания розы (Rose wilt virus), вирус бронзовости томата (TSWV), вирус некроза табака (TNV), вирус кольцевой пятнистости томата (ToRSV), вирус мозаики резухи (ArMV), вирус полосатой курчавости табака (TRV), вирус кольцевой пятнистости табака (TRSV), вирус некротической кольцевой пятнистости сливы (PNRSV), вирус мозаики яблони (ApMV), вирус латентной кольцевой пятнистости земляники (SLRSV), часта смешанная инфекция из двух вирусов. Симптомы заболеваний очень схожи, различия зачастую обуславливаются не вирусом, а особенностями сорта розы. Точное определение вируса возможно только лабораторными методами.

#### Полосатость листьев розы
Вирус полосатости розы — Rose streak virus. 
Симптомы: на молодых листьях появляются коричневые кольца и крапчатые окаймления жилок, на побегах — расплывчатые разводы и пятна зеленовато-коричневого цвета. Пораженные растения отстают в росте и слабо цветут. 
Меры борьбы: пораженные листья и побеги обрезают и сжигают. При сильном поражении растения выкапывают и сжигают. Во время и после обрезки садовый инвентарь дезинфицируют в спирте или 1 % растворе марганцовки.

#### Вирусное увядание розы
Вирус увядания розы — Rose wilt virus. 
Симптомы: молодые побеги израстают, листья деформируются, становятся узкими вплоть до нитевидных, постепенно буреют и засыхают. Бутоны не образуются, кусты отстают в росте и со временем засыхают.
Меры борьбы: пораженные листья и побеги обрезают и сжигают. При сильном поражении растения выкапывают и сжигают. Во время и после обрезки садовый инвентарь дезинфицируют в спирте или 1 % растворе марганцовки.

#### Вирус бронзовости томата
Вирус бронзовости томата — Tomatto spotted wilt virus (TSWV).
Симптомы: вначале наблюдается появление бледных участков на листьях, посветление жилок верхушечных листьев, затем ткани листа отмирают. Листья желтеют, мельчают. Могут появляться кольцевые пятна, полосатость, деформация листьев и цветков. Вирус поражает томаты, табак, цветочные культуры, передается с соком растений, переносится трипсами в стадии личинок.
Меры борьбы: пораженные листья и побеги обрезают и сжигают. При сильном поражении растения выкапывают и сжигают. Во время и после обрезки садовый инвентарь дезинфицируют в спирте или 1 % растворе марганцовки. Для профилактики рекомендуется систематическая борьба с трипсами.

#### Вирус некроза табака
Вирус некроза табака — Tobacco necrosis virus (TNV) — хорошо известен, подробно изучен на других растениях-хозяевах (поражает растения более 40 семейств).  Замечен  в корнях растений рода Rubus. Передаётся с соком растений и зооспорами Olphidium brassicae
Симптомы: на листьях проявляется некротическая пятнистость неправильной формы в виде отмерших участков тканей, жилки темнеют, листья отмирают. Может наблюдаться деформация листьев, карликовость растений, отсутствие цветения. 
Меры борьбы: пораженные листья и побеги обрезают и сжигают. При сильном поражении растения выкапывают и сжигают. Во время и после обрезки садовый инвентарь дезинфицируют в спирте или 1 % растворе марганцовки. Профилактика – систематическая борьба с трипсами.

#### Вирус кольцевой пятнистости томата
Вирус кольцевой пятнистости томата — Tomatto ringsport virus (ToRSV). Распространён повсеместно, поражает растения 35 семейств.
Проявляется в виде кольцевой пятностости, хлороза, морщинистости листьев, некротической пятнистости и желтухи. Характерный признак — чередование светлых и тёмно-зеленых участков. Передается с соком растений, нематодами, семенами растений (земляника, табак). 
Меры борьбы: пораженные листья и побеги обрезают и сжигают. При сильном поражении растения выкапывают и сжигают. Во время и после обрезки садовый инвентарь дезинфицируют в спирте или 1 % растворе марганцовки.

#### Вирус мозаики резухи
Вирус мозаики резухи — Arabis mosaic virus (ArMV). Поражает многие виды растений (земляника, малина, жимолость и др). Передаётся нематодами, с соком растений, у некоторых видов семенами
Проявляется в виде мелких диффузных пятен, постепенно охватывающих всю листовую пластинку, хлоротических зон неправильной формы, посветления мелких жилок, кольцевой пятнистости.
Меры борьбы: пораженные листья и побеги обрезают и сжигают. При сильном поражении растения выкапывают и сжигают. Во время и после обрезки садовый инвентарь дезинфицируют в спирте или 1 % растворе марганцовки. Профилактика – систематическая борьба с трипсами.

#### Вирус курчавой полосатости табака
Вирус полосатой курчавости табака — Tobacco rattle virus (TRV). Хорошо изучен; передаётся с соком растений, через нематод. Имеет широкий круг хозяев, в числе которых представители рода Rubus. Хорошо сохраняется в растительных остатках.
Симптомы: светло-зелёный мазаичный рисунок на листьях, цветках, молодых побегах. Пятна различной формы, деформация листьев и лепестков.
Меры борьбы: пораженные листья и побеги обрезают и сжигают. При сильном поражении растения выкапывают и сжигают. Во время и после обрезки садовый инвентарь дезинфицируют в спирте или 1 % растворе марганцовки.

#### Желтуха розы
Возбудитель — микоплазмы. Переносчики: цикадки и листоблошки. 
Симптомы: у молодых листьев желтеют жилки, листовые пластинки светлеют, поднимаются вертикально, часто деформируются. Со временем появляются крупные участки жёлтого цвета. Растение слабеет: побеги становятся тонкими и хлоротичными, лепестки  деформируются. 
Меры борьбы: пораженные листья и побеги обрезают и сжигают. При сильном поражении растения выкапывают и сжигают. Во время и после обрезки садовый инвентарь дезинфицируют в спирте или 1 % растворе марганцовки.

### Пятнистости листьев

#### Песталоция розы
Возбудитель — гриб Pestalotia rosae West. 
Симптомы: по краям листовых пластинок появляются бурые, разрастающиеся к середине пятна. На границе здоровой и повреждённой ткани часто имеется характерная жёлтая полоса. На верхней стороне пятен образуются многочисленные сероватые округлые подушечки спороношения гриба. Пораженные листья преждевременно желтеют и засыхают. На молодых побегах, чаще в защищенном грунте, появляются вдавленные некрозы серовато-бурого цвета, на которых также развивается спороношение в виде сероватых подушечек. Позже грибница проникает в древесину побега, некроз углубляется, становится язвой. Побеги постепенно засыхают. Инфекция сохраняется в растительных остатках и пораженных стеблях. 
Меры борьбы: обрезка и сжигание пораженных ветвей, обработка растений по коре до распускания почек бордоской жидкостью (1 %), бургундской жидкостью, железным купоросом (3 %), байлетоном (0,2 %) или Абига-Пик. Сбор и сжигание пораженных листьев.

#### Пероноспороз, или ложная мучнистая роса, розы
Возбудители — псевдогрибы из семейства Пероноспоровые, класса оомицетов. В частности Pseudoperonospora sparsa. Размножаются двужгутиковыми зооспорами или конидиями. Гриб поражает зелёные части растения, преимущественно листья. На больных частях образуются пятна, с нижней стороны которых появляется беловатый, сероватый или фиолетовый налёт — споропошения гриба (зооспорангии со спорангиеносцами). Зооспорангии могут возникать многократно в течение вегетационного периода: распространяясь воздушным путём, они служат основным источником инфекции. Развитие болезни усиливается при высокой влажности воздуха и почвы. У большинства возбудителей грибница однолетняя, отмирающая вместе с зараженными частями растения, но может быть и многолетней, сохраняющейся в луковицах, корнях и других зимующих органах. Все виды грибов семейства пероноспоровых — облигатные и узкоспециализированные относительно растений-хозяев паразиты.
Меры борьбы: правильная агротехника, подбор устойчивых сортов, опыливание или опрыскивание растений фунгицидами.
Согласно одному из источников, при пероноспорозе наблюдаются следующие повреждения: кора побегов трескается, покрывается «болячками». На молодых листьях появляются мелкие красно-бурые или фиолетовые пятна угловатой формы (с прямыми сторонами пятна), лист постепенно деформируется. Если пятно достигает центральной жилки листа, он опадает. На побегах также могут появляться пурпурные пятна. На взрослых листьях ткань местами становится блёклой и мягкой, цвет не меняется, затем это пятно быстро становится красно-бурым и сохнет, листья желтеют и опадают, цветки и бутоны деформируются. С изнанки иногда появляется еле заметный сероватый налет. Наружные лепестки у бутонов чернеют и опадают. Кусты отстают в росте. Развитию болезни способствуют повышенная влажность воздуха и прохладная погода, в сухое и жаркое время болезнь затихает.
Ложную мучнистую росу довольно легко перепутать с чёрной пятнистостью. Различие в том, что при ложной мучнистой росе растение обычно теряет листья сверху вниз (при чёрной пятнистости — наоборот). При этом опадение листьев происходит за пару дней. 
Меры борьбы: поражённые побеги срезают и сжигают (гриб зимует в молодых побегах). Эффективны препараты, используемые против фитофторы: Профит, Ридомил Голд.

#### Чёрная пятнистость, или марсонина, розы

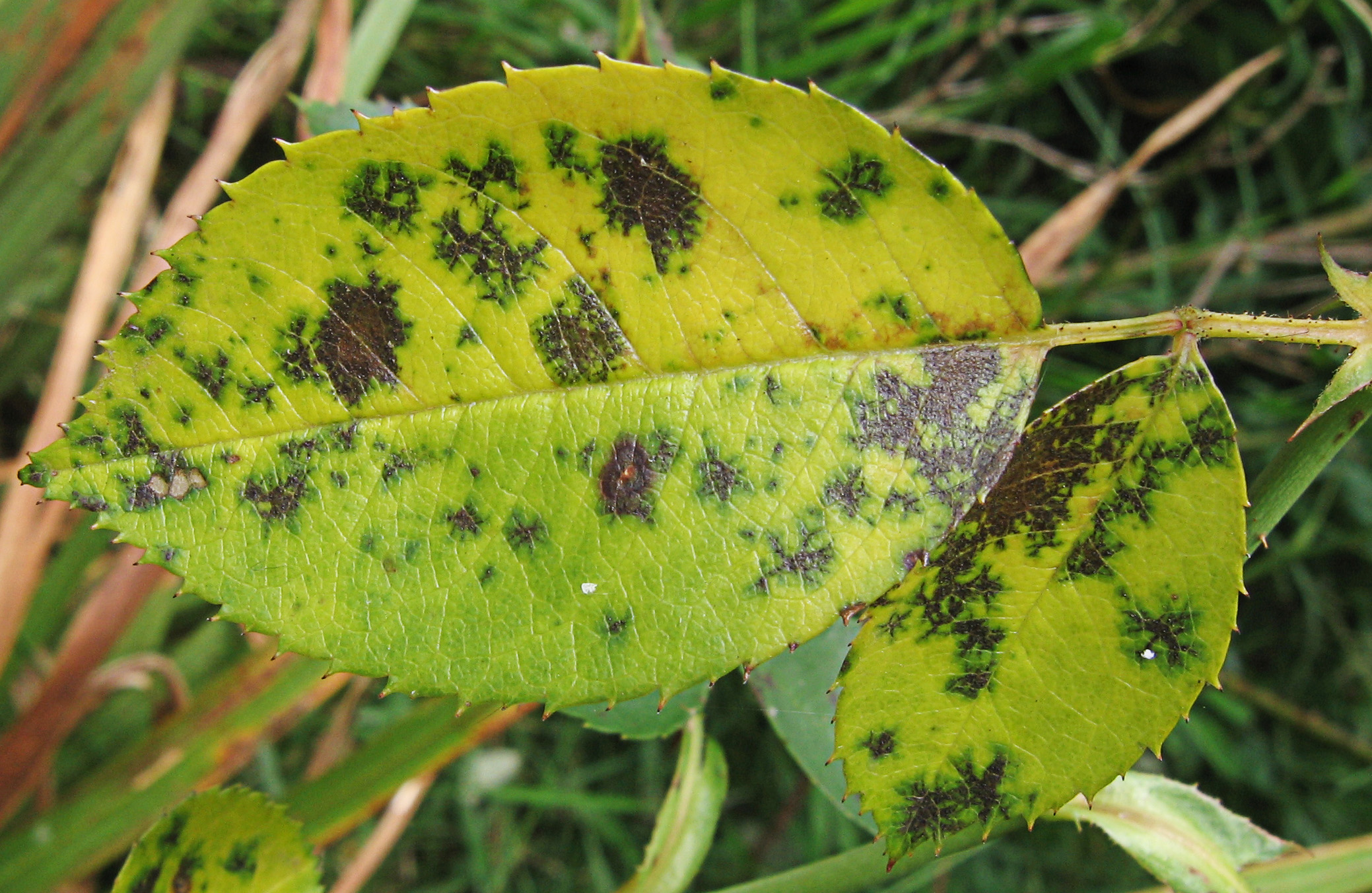
Чёрная пятнистость на листьях розы

Возбудитель чёрной пятнистости роз — Marssonina rosae. Гриб поражает листья, иногда зелёные побеги. На верхней стороне листьев образуются пурпурно-белые, затем почти чёрные, лучистые, округлые пятна, на которых со временем появляются многочисленные ложа в виде черноватых коростинок. Поражённые листья приобретают серо-бурую окраску, скручиваются и опадают. Некоторые сорта к осени могут полностью лишиться листьев.
Лечение: попеременное опрыскивание препаратами, содержащими манкоцеб (Профит, Ридомил Голд) и триазол (Топаз, Скор), не более трёх раз с интервалом в неделю.

#### Септориозная пятнистость розы, или Септориоз листьев
Возбудитель — гриб Septoria rosae Desm.
Признаки: многочисленные округлые пятна с верхней стороны листьев, вначале тёмно-бурые; позднее поражённая ткань в центре светлеет, но всегда остается тонкий бурый ободок. Со временем формируются мелкие черные плодовые тела зимующей стадии. Поражённые листья желтеют и преждевременно опадают. При сильном распространении гриба пятна появляются на черешках и молодых побегах. На побегах пятна мелкие, округлые, светлые в центре, окружены тонким бурым ободком. По мере отмирания коры и формирования в ней плодовых тел пораженные побеги постепенно засыхают. Гриб сохраняется в опавших пораженных листьях и в коре поражённых побегов. 
Меры лечения те же, как в случаях поражения чёрной пятнистостью и пероноспорозом.

#### Филлостиктозная пятнистость розы, или филлостиктоз листьев
Возбудитель — гриб Phyllosticta rosae Desm. 
Признаки: округлые, разбросанные, темно-коричневые с широкой пурпурно-коричневой каймой пятна на листьях. Со временем центр повреждённой ткани становится пепельно-серым, но широкая пурпурная кайма всегда остается. 

Возбудитель — гриб Phyllosticta rosarum Pass.
Признаки: серовато-белые пятна с широкой багряной каймой. В центре пятен формируются мелкие точечные черные плодовые тела зимующей стадии грибов. Пораженные листья желтеют и преждевременно опадают. Инфекция сохраняется в опавших листьях.
Меры лечения те же, как в случаях поражения чёрной пятнистостью и пероноспорозом.

#### Аскохитозная пятнистость розы
Возбудитель: гриб Ascochyta rosicola Sacc. 
Симптомы: многочисленные округлые (или неправильной формы) желтовато-белые пятна с тонкой бурой каймой. В поражённой грибом ткани со временем формируются мелкие выпуклые бурые плодовые тела зимующей стадии гриба. Листья желтеют и опадают до окончания вегетации. Инфекция сохраняется на опавших листьях. 
Меры борьбы: эффективны препараты, используемые против фитофторы – Профит, Ридомил Голд.

#### Пурпуровая пятнистость розы
Возбудитель — гриб Sphaceloma rosarium (Pass.) Jenk. {syn. Phyllosticta rosarium Pass., Gloeosporium rosarium (Pass.) Grove.}.
Признаки: на верхней стороне листьев образуются мелкие множественные округлые пурпурные, иногда чёрные пятна, окаймленные широкой багряной полосой. Позднее пятна светлеют в центре до сероватых, но узкая багрово-бурая кайма остаётся. На пятнах формируются мелкие черные плодовые тела — пикниды. С нижней стороны листовой пластинки пятна коричневые, сливающиеся. Поражённые листья опадают, цветки недоразвиты. При сильном распространении болезни тёмно-коричневые пятна с белым центром появляются и на зелёных побегах. 
Меры лечения, как в случаях поражения чёрной пятнистостью.

#### Сероватая пятнистость розы, или церкоспороз
Возбудитель — гриб Cercospora rosiola Pass. 
Симптомы: на поверхности листа появляются многочисленные округлые пятна, 1-5 мм в диаметре, вначале грязно-бурые, с тёмно-пурпуровой каймой. Позже центр пятна сереет, а кайма остается тёмно-пурпурной. Спороношение развивается на верхней стороне повреждённой ткани в виде чёрных точечных полушаровидных подушечек. Сильно пораженные пятнистостью листья желтеют и опадают. Болезнь легко перепутать с чёрной пятнистостью. 
Меры борьбы такие же, как при чёрной пятнистости и пероноспорозом.

#### Бурая пятнистость розы
Возбудитель: гриб Monochaetia depazeoides Sacc. 
Симптомы: на верхней стороне листьев бурые с тёмной каймой пятна (округлые или угловатые, диаметром до 6 мм), на нижней стороне пятна светло-бурые без каймы. Спороношение в виде мелких чёрных полушаровидных подушечек на верхней стороне повреждённой ткани листьев. Инфекция сохраняется на опавших листьях.
Меры борьбы: эффективны препараты, используемые против фитофторы – Профит, Ридомил Голд.

#### Пятнистость листьев розы
Возбудитель — гриб Coryneum confusum Bub. et Kab.
Признаки: бурые, неправильной формы, разрастающиеся пятна, со временем охватывающие весь лист, в некоторых случаях для пятен характерна жёлтая или красная кайма. Спороношение на верхней стороне листьев в виде слегка погружённых плоских черноватых углублений. Инфекция сохраняется на опавших листьях. 
Меры борьбы те же, как при поражении чёрной пятнистостью и пероноспорозом.

#### Рамуляриоз листьев розы
Возбудитель: гриб Ramularia banksiana (Pass.) Sacc.. 
Симптомы: листья подсыхают и буреют, спороношения гриба мелкие, белые, скученные пучки. 
Меры борьбы: эффективны препараты, используемые против фитофторы – Профит, Ридомил Голд.

## Неинфекционные болезни

### Солнечный ожог
Возникает, когда розы, длительное время находившиеся в помещении или в притенении, переносят на яркое солнце. Листья становятся бронзово-коричневыми. При сильном ожоге на них появляются белые участки отмирающих тканей. 
Профилактика: съёмное притенение кустов после переноса на солнечное место посадки. Постепенное приучение к повышенной инсоляции.

### Физиологическое старение
Привитые розы со временем стареют. Накапливаются заболевания, утолщается, а впоследствии поражается грибами и бактериями корневая шейка, отрастают побеги подвоя.

### Недостаток элементов питания
Недостаток азота. Симптомы: молодые листья становятся бледно-зелёными, мельчают, опадают до окончания вегетации; ухудшается цветение, укорачиваются побеги, снижается зимостойкость.
Недостаток магния. Симптомы: отмирание тканей вдоль центральной жилки старых листьев с последующим опадением их до окончания вегетации.
Недостаток калия. Симптомы: молодые листья становятся мельче, краснеют, со временем проявляется некроз края листовых пластинок и листья опадают.
Недостаток фосфора. Симптомы: листья мелкие, сверху тёмно-зелёные, снизу красноватые, опадают до окончания вегетации, побеги слабые без цветов, цветение неравномерное.
Недостаток марганца. Симптомы: хлороз между жилками на старых листьях.
Недостаток железа. Симптомы: верхушечные листья желтеют целиком, либо в пространстве между жилками, впоследствии засыхают и опадают. От недостатка железа чаще страдают корнесобственные розы. Профилактика: в начале вегетации некорневые подкормки 0,5—0,7 % раствором железным купоросом или 1 % раствором лимоннокислого железа.
Замокание корневой системы. Симптомы: в середине листовых пластин появляются жёлтые пятна, со временем увеличивающиеся и буреющие. Листья опадают, отмирает корневая система. Растения часто погибают.
Профилактика: 1—2 подкормки за сезон фосфорно-калийными удобрениями и микроэлементами.

### Токсичность пестицидов
При увеличении кратности обработок пестицидами или концентрации растворов могут наблюдаться поражения листьев. Токсичность пестицидов для растений зависит от влажности воздуха и температуры. Например, обработка серой или актелликом эффективны только при температуре выше 18 °С, а использование препаратов, содержащих медь, при низких температурах способно вызвать шок.

### Хлороз
Наблюдается при недостатке питательных веществ. Листья становятся бледно-зелёными или желтоватыми, причём жилки листа остаются зелёными. На листьях появляются темные почки, у листьев сохнут края. Листья и концы побегов засыхают и опадают. 
Причины: нехватка минеральных веществ, неспособность растения усвоить питательные вещества вследствие застоя воды в зоне корней, слабого полива, неоптимальной кислотности почвы.

## Вредители

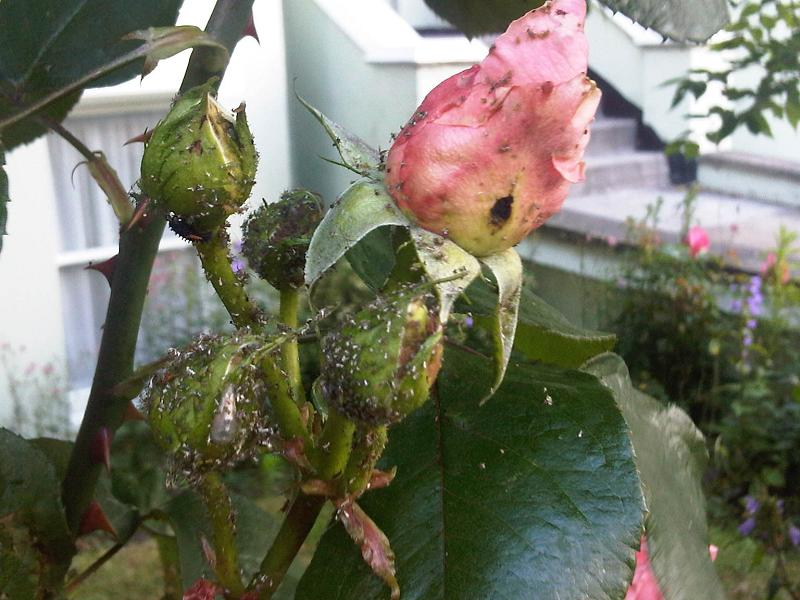
Зелёная розанная тля на Rosa rugosa

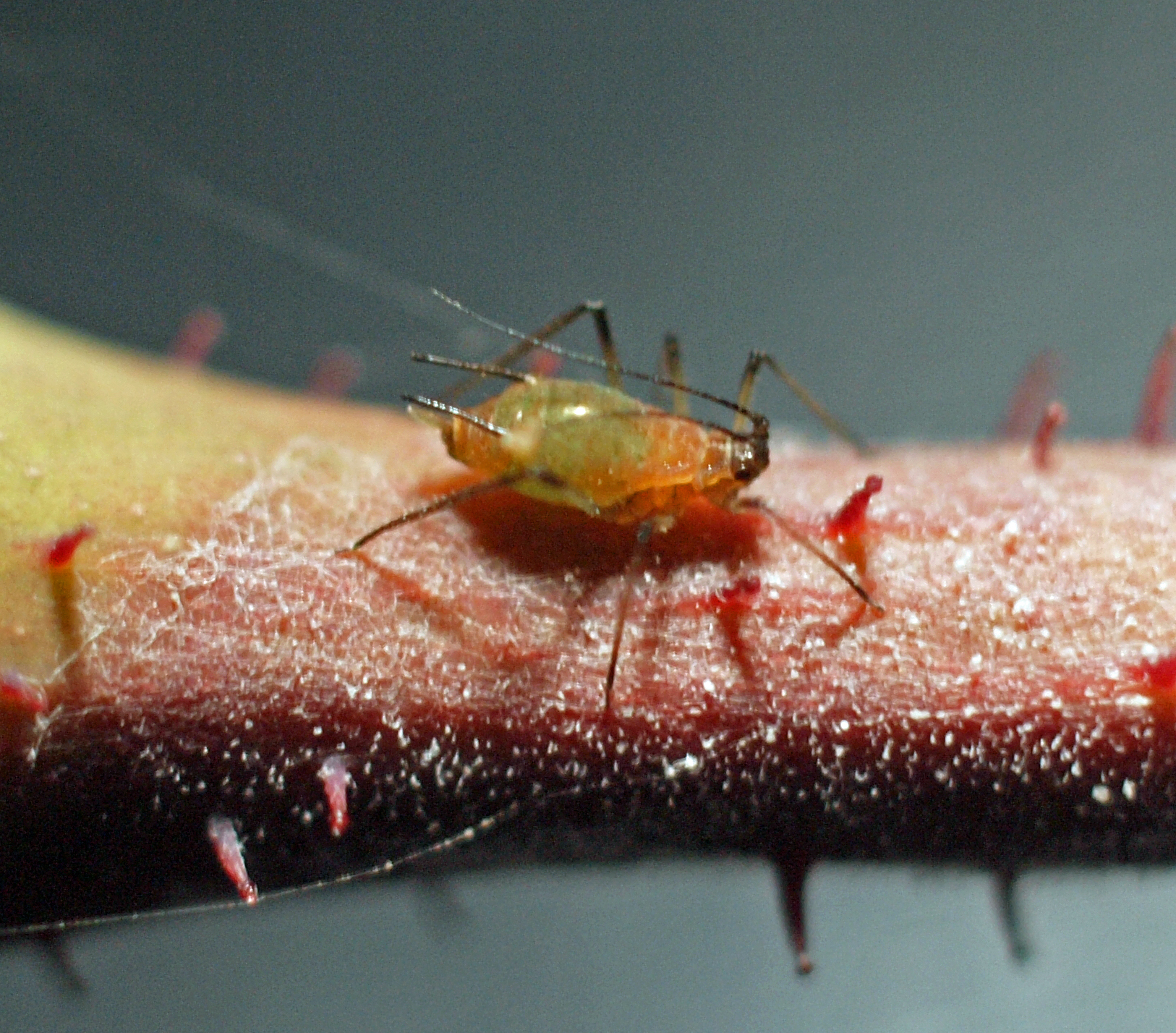
Зелёная розанная тля

### Зелёная розанная тля
Зелёная розанная тля (лат. Macrosiphum rosae). Помимо роз, встречается на яблоне и груше. Тело травянисто-зелёное, блестящие жёлто-коричневые усики длиннее тела. Яйца зимуют на однолетних побегах. В апреле из яиц появляются личинки. Высасывают сок из почек, молодых побегов, листьев, бутонов. Позже переходят во взрослую фазу и размножаются. За лето тля образует несколько поколений. В результате питания тли листья и побеги деформируются, бутоны не раскрываются. Часто тли располагаются плотными колониями на молодых побегах, бутонах и листьях. Питаются клеточным соком, вызывая сморщивание листьев, уродливое скручивание, увядание и гибель молодых побегов. Поражённые бутоны не раскрываются. 

Меры борьбы: обработка ранней весной до набухания почек контактными инсектицидами. Позже используют один из следующих инсектицидов: актеллик, антио, карбофос, метатион, рогор и другие, созданные на основе альфа-циперметрина, бета-циперметрина, дельтаметрина, диметоата, имидаклоприда, малатиона, фенитротиона, метилнитрофоса, фозалона, хлорпирифоса, циперметрина и других веществ.

### Листоеды
Листоед земляничный, Клитра гладковатая, Листоед блестящий палевый, Скрытоголов двупятнистый, Крестоцветные блошки, Листоед хреновый, или капустный, Листоед желтоногий.
Меры борьбы: инсектициды.

### Клещ паутинный обыкновенный

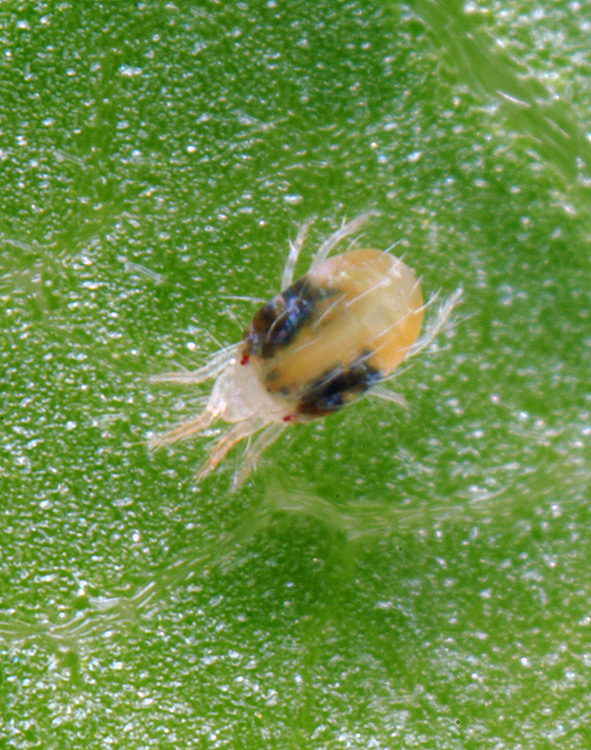
Паутинный клещ Tetranychus urticae

В условиях Московской области, паутинный клещ развивается в 5—6 поколениях, период вредоносности — с начала июня по первую декаду сентября.

Признаки поражения: наличие мелких белых точек на листьях (в основном, с нижней стороны) и присутствие тонкой паутинки, оплетающей растения (или их части). Лист обесцвечивается, становится серым, позднее — бурым.
Меры борьбы. Опрыскивание растений акрексом в концентрации 0,08 % или изофеном — 0,05, омайтом — 0,1 % и другими акарицидами. Развитие клещей сдерживает опрыскивание холодной водой нижней поверхности листьев 3-4 раза в день. В закрытом грунте используется хищный клещ фитосейулюс (Phytoseiulus persimilis) из расчета хищник : жертва — 1 : 70 или 1 : 100. При этом поддерживают относительную влажность воздуха 70-80 %. 
В условиях закрытого грунта наиболее безвредны препараты авермектиновой группы: актофит, фитоверм, вермитек. Данные препараты не действуют на яйца и не питающихся, ожидающих линьку, личинок и протонимф клеща. При температуре +20 °C необходимы, минимум, 3 обработки с интервалом 9—10 суток. При +30 °C 3—4 обработки с интервалом 3—4 суток.

### Розанная цикадка
Розанная цикадка (лат. Typhlocyla rosae) — насекомое с колюще-сосущим ротовым аппаратом, желтоватого, желтовато-зелёного цвета, длиной 3,5—4 мм. Тело продолговато-вытянутое, суживается к концу, на голове два тёмных пятна, голова такой же ширины, что и грудь, крылья длиннее тела, полупрозрачные с хорошо заметными жилками, складываются кровлеобразно. Имаго очень подвижны, хорошо прыгают и, будучи потревоженными, могут перелетать. Личинки малоподвижные, беловатые, прозрачные, позже зеленовато-жёлтого цвета, бескрылые, на последней личиночной стадии у них появляются крылья.

Цикадки зимуют во взрослой стадии. Питаются на распускающихся листьях. Имаго и личинки, находясь на нижней стороне листьев, высасывают сок, при этом на верхней стороне появляются беловатые точки, ткани листьев в межжилковой зоне обесцвечиваются. Здесь же находятся белые шкурки, остающиеся после линьки личинок. При многочисленных уколах пятна сливаются, образуя обширные зоны и вызывая раннее пожелтение листьев. В течение лета цикадка даёт 3—4 поколения.

Борьба с цикадками наиболее эффективна во время массового появления личинок. Рекомендуется проведение двух обработок инсектицидами с интервалом 10—12 дней с захватом прилегающей к насаждениям территории.

### Пилильщики

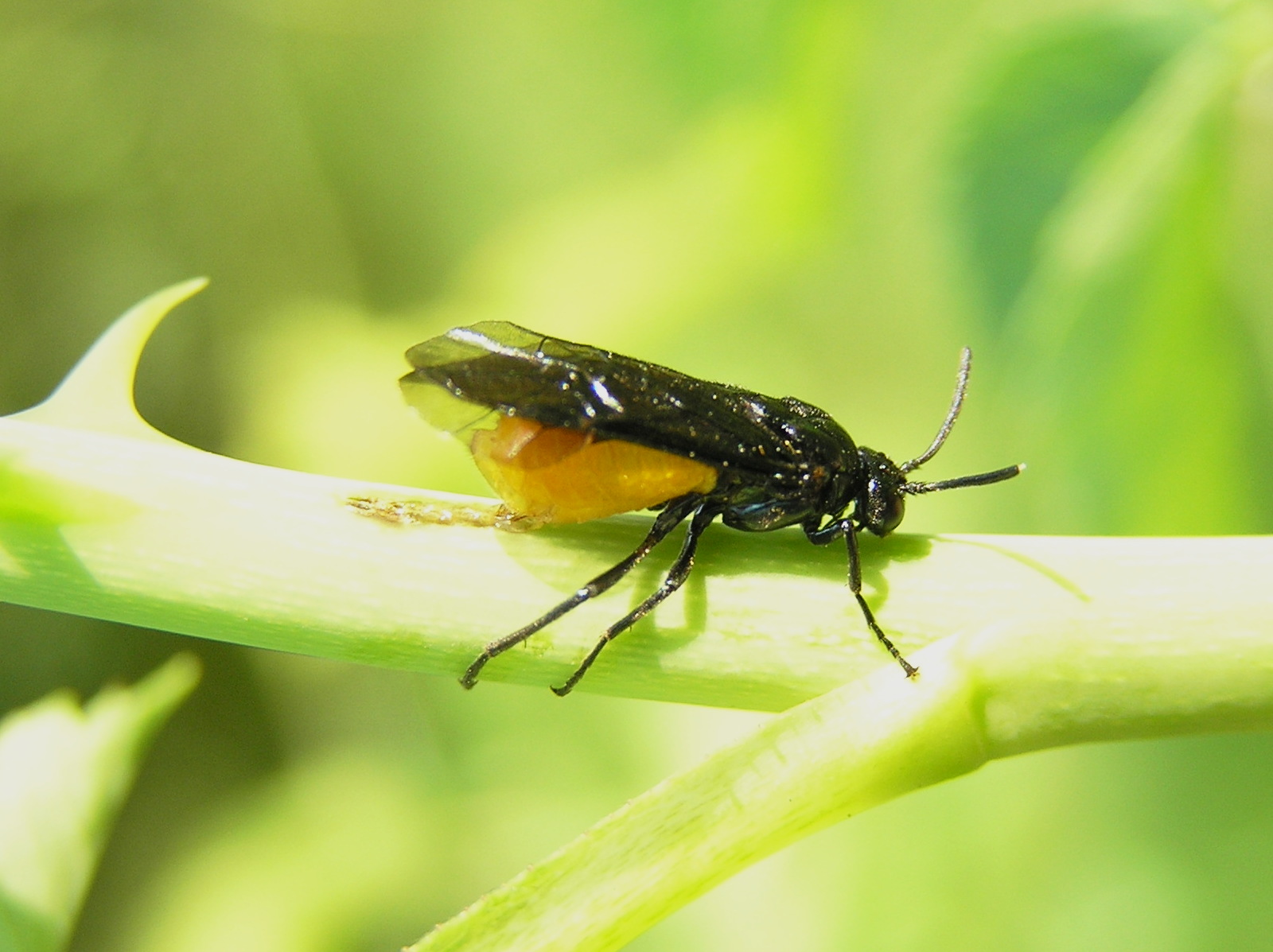
Розанный изменчивый пилильщик, имаго

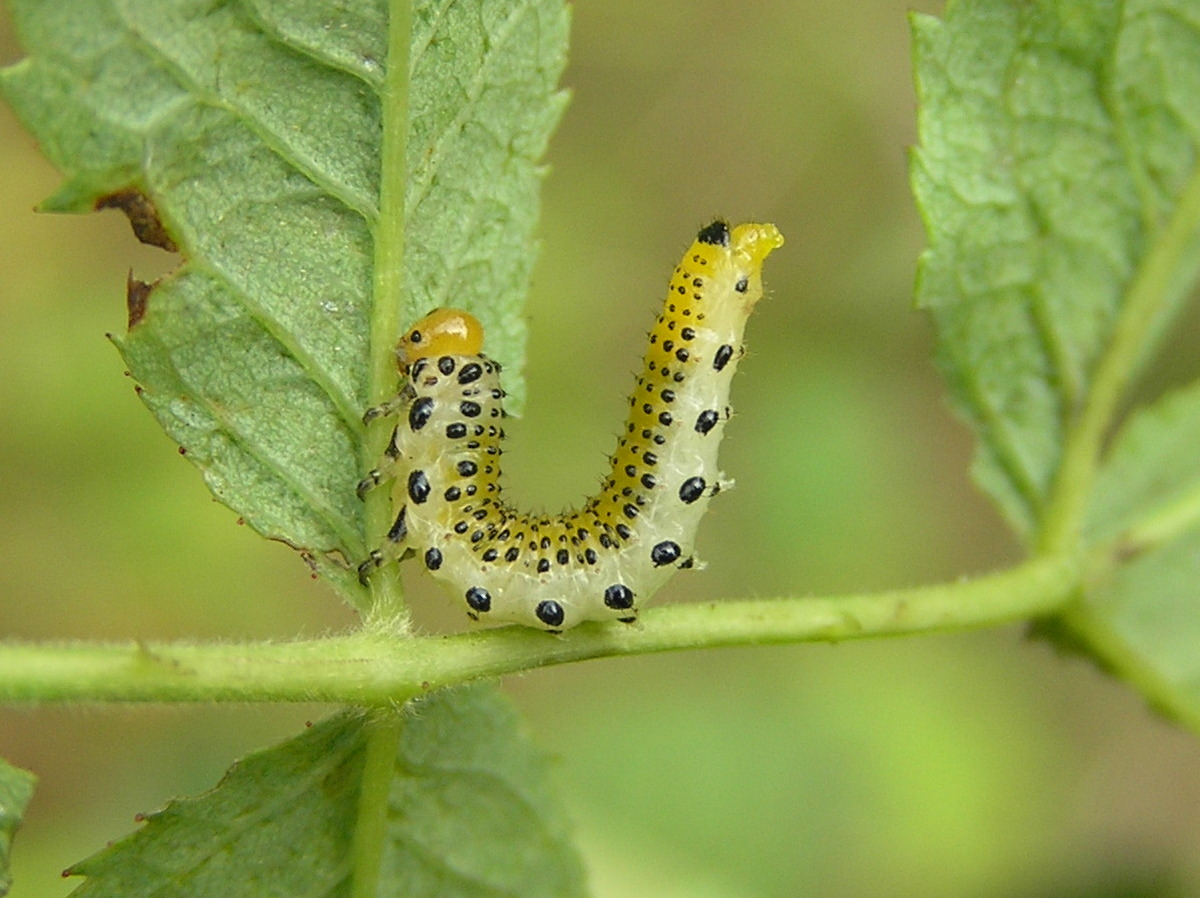
Розанный изменчивый пилильщик, ложногусеница

Пилильщик вишневый слизистый, Пилильщик розанный изменчивый, Пилильщик розанный слизистый, Пилильщик розанный мокрицевидный, Пилильщик розанный, Пилильщик розанный зелёный, Пилильщик розанный нисходящий, Пилильщик земляничный, или аллантус земляничный.
Ложногусеницы питаются листьями. Зимуют, как правило в поверхностном слое почвы под кормовыми растениями.
Розанный нисходящий пилильщик в условиях Московской области развивается в одном поколении, период вредоносности — с конца мая до конца июля.

### Трипсы

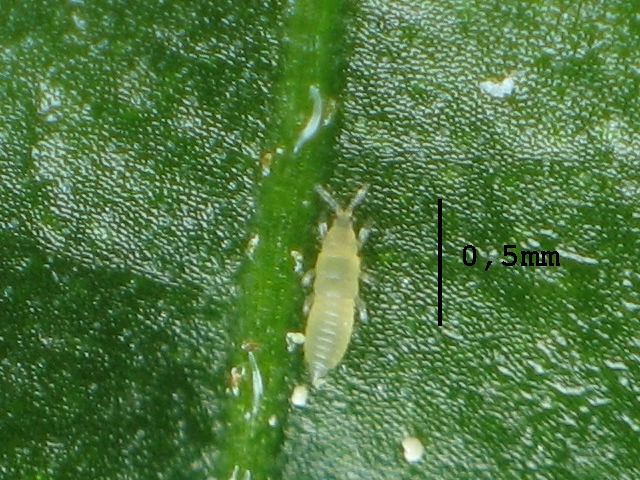
Нимфа трипса на листовой пластинке растения

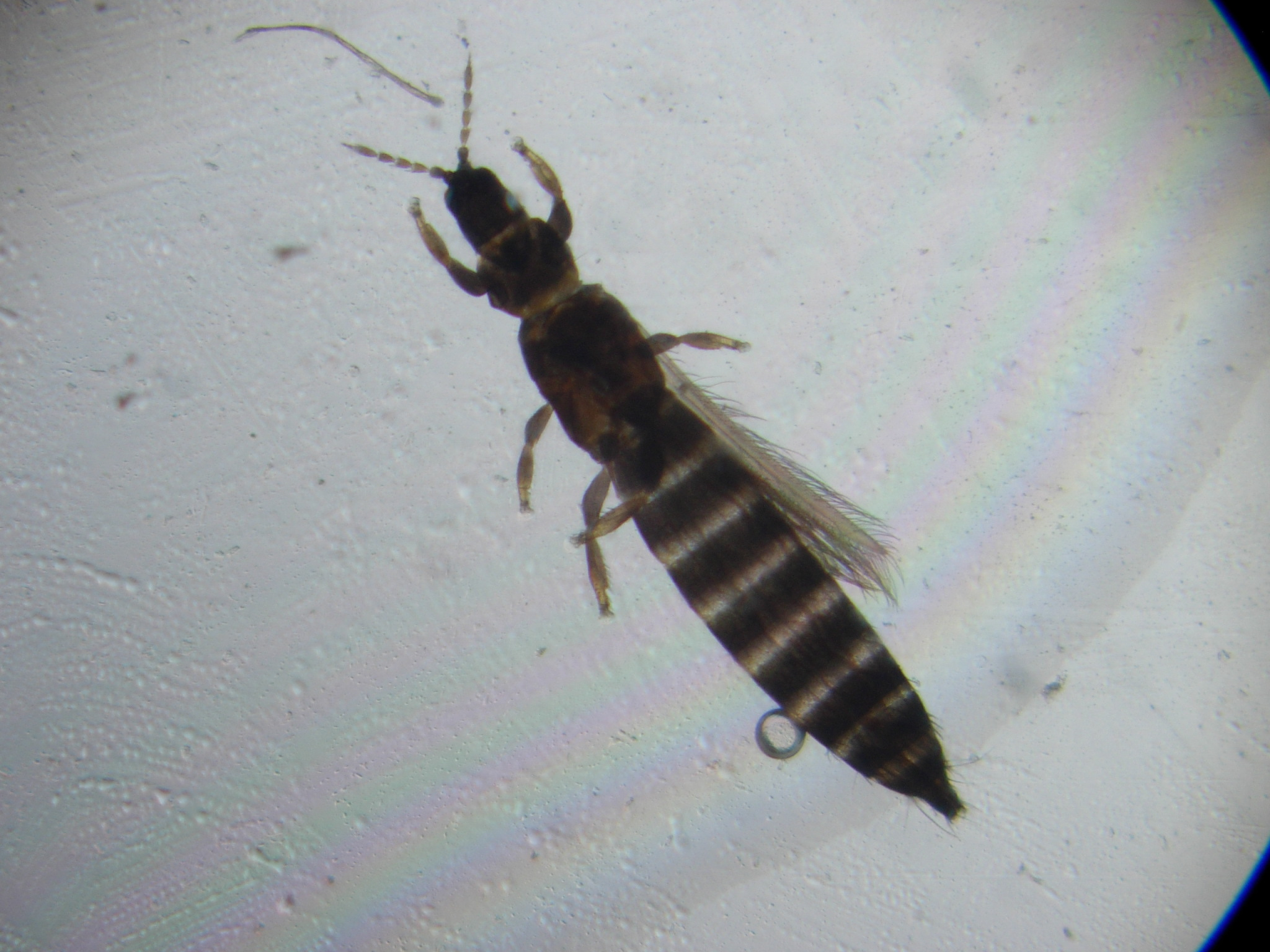
Трипс. Взрослое насекомое.

### Розанная златка
Розанная, или смородинная, узкотелая златка (лат. Agrilus cuprescens). 
Жук длиной 5.9—7.0 мм. Вызывает образование галлов, полное усыхание как отдельных ветвей, так и кустов. 
Меры борьбы: поражённые златками побеги роз обрезают до здоровой ткани и сжигают

### Галлица малинная стеблевая
Галлица малинная стеблевая (лат. Lasioptera rubi).

Комарик длиной 1,6—2,2 мм, чёрного цвета, с коричневой спинкой, покрытой светло-жёлтыми волосками. Ноги коричнево-жёлтые, крылья прозрачные. Летают в мае — июле. Повреждают малину, ежевику, розы. Самки откладывают по 8—15 яиц. Через 8—10 дней отрождаются микроскопические безногие личинки, которые проникают под кору и, питаясь соком побега, вызывают на месте повреждения образование галлов, достигающих 3 см в длину и 2 см в ширину. Личинки остаются зимовать в галлах. Весной в каждом галле находится 2—11 личинок оранжево-жёлтого цвета. 

Меры борьбы: осенью или ранней весной повреждённые побеги с галлами сжигают.

### Чешуекрылые
Листовёртка плоская розанная, Листовёртка розанная, Листовёртка розанная настоящая, Листовёртка плодовая, Листовёртка узкокрылая изменчивая, Моль-малютка змеепятнистая, Моль яблонная горностаевая, Чехлоноска белокрылая, Пяденица лунчатая двуполосая, Пяденица хохлатая, Пяденица-обдирало, Совка капустная, Совка-гамма, Стрельчатка щавелевая, Стрельчатка пси, Стрельчатка кленовая, Стрельчатка трезубец, Совка фиолетово-серая ранняя, Совка буро-серая ранняя, Краснохвост, Волнянка античная, Ночной павлиний глаз малый.

### Нематоды

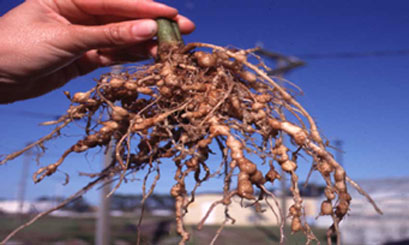
Повреждение корней нематодами

### Пчёлы-листорезы

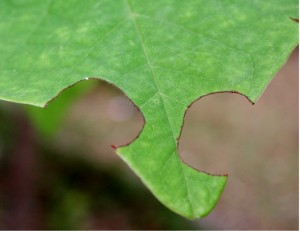
Повреждение листа пчелой-листорезом

Представители рода Megachile.